# Marco Villaseca
Marco Antonio Villaseca Cabezas (* 15. März 1975 in Santiago) ist ein ehemaliger chilenischer Fußballspieler. Der Mittelfeldspieler spielte 20-mal für die Nationalmannschaft Chiles.

## Karriere

### Verein
Marco Villaseca debütierte 1993 bei Audax Italiano und spielte dort zwei Jahre. 1997 wechselte er zum CSD Colo-Colo, mit dem er die Meisterschaften der Clausura 1997 und der Saison 1998 gewann. 2002 spielte Villaseca per Leihe in Russland bei Spartak Moskau, blieb aber ohne Einsatz, und beim chilenischen Hauptstadtklub Unión Española. 2004 ging der 1,86 m große Zentrumsspieler erneut nach Russland zum FK Rostow, blieb aber nur ein Jahr dort und kehrte schließlich nach Chile zurück. Dort spielte er noch für die Klubs Deportes Concepción, Santiago Morning, Rangers de Talca und CD O’Higgins. 2011 wechselte Villaseca erneut zu den Rangers de Talca und beendete 2013 im Alter von 38 Jahren beim Klub aus dem Süden seine Karriere.
Nach seiner aktiven Karriere arbeitete er bis 2019 als Sportdirektor bei den Rangers. Seit 2020 hilft er im Geschäft seiner Frau als Haustierfrisör.

### Nationalmannschaft
Für die chilenische Nationalmannschaft debütierte Marco Villaseca im April 1999 beim Freundschaftsspiel gegen Bolivien. Bei der Copa América 2001 spielte der Mittelfeldspieler alle vier Partien für La Roja. Chile schied im Viertelfinale gegen Mexiko aus, nachdem sich das Team von Pedro García Barros in der Gruppenphase nach Siegen über Ecuador und Venezuela als Tabellenzweiter für die Finalrunde qualifiziert hatte. 
Villaseca spielte fünf Qualifikationsspiele für die Weltmeisterschaft 2002, jedoch qualifizierte sich Chile nicht für das Endturnier in Japan und Südkorea. Für Villaseca war das Spiel gegen Kolumbien in der WM-Qualifikation im November 2001 das letzte Länderspiel.

## Erfolge
Universidad Católica
- Chilenischer Meister: 1997-C, 1998